# Histocidaroidea
Super-famille
Les Histocidaroidea sont une super-famille d'oursins de l'ordre des Cidaroida.

## Caractéristiques
Ce sont des oursins réguliers : le test (coquille) est plus ou moins sphérique, protégé par des radioles (piquants), l'ensemble suivant une symétrie pentaradiaire (symétrie centrale d'ordre 5) reliant la bouche (péristome), située au centre de la face orale (inférieure), à l'anus (périprocte), situé à l'apex aboral (pôle supérieur).
Ces oursins partagent les caractéristiques des Cidaroida, mais cette super-famille se caractérise en plus par les spécificités (ou synapomorphies) suivantes :
- les radioles primaires sont longues, cylindriques et pourvues d'épines radiales non branchues ;
- les radioles secondaires sont minces, simples et non aplaties ;
- les amblacres sont droits ;
- les tubercules primaires sont perforés et fortement crénulés[2].

## Liste des familles
Selon World Register of Marine Species (19 novembre 2013) :
- famille Histocidaridae Lambert, 1900
- † famille Psychocidaridae Ikeda, 1936

## Galerie

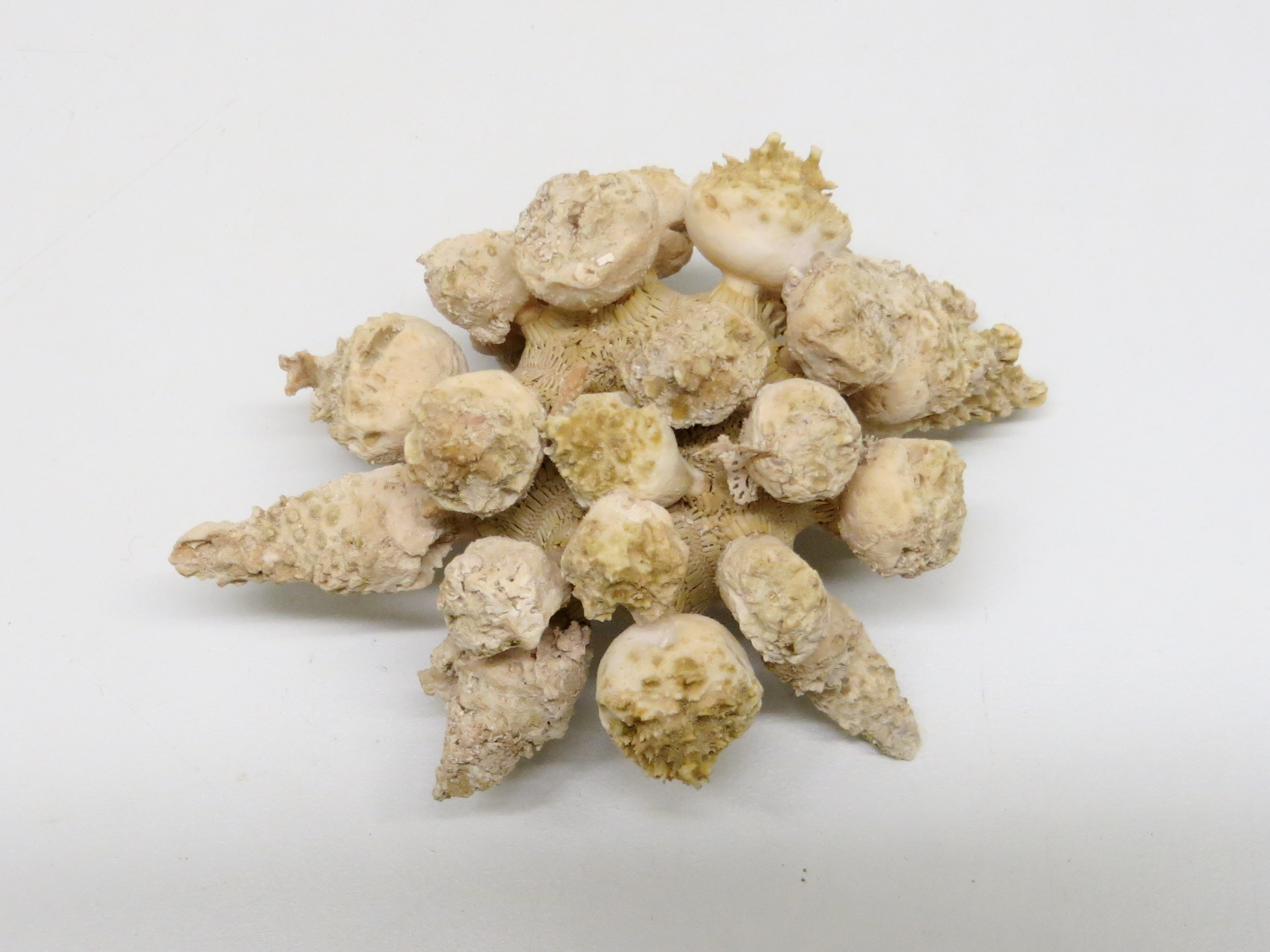
Tylocidaris ohshimai (MNHN).
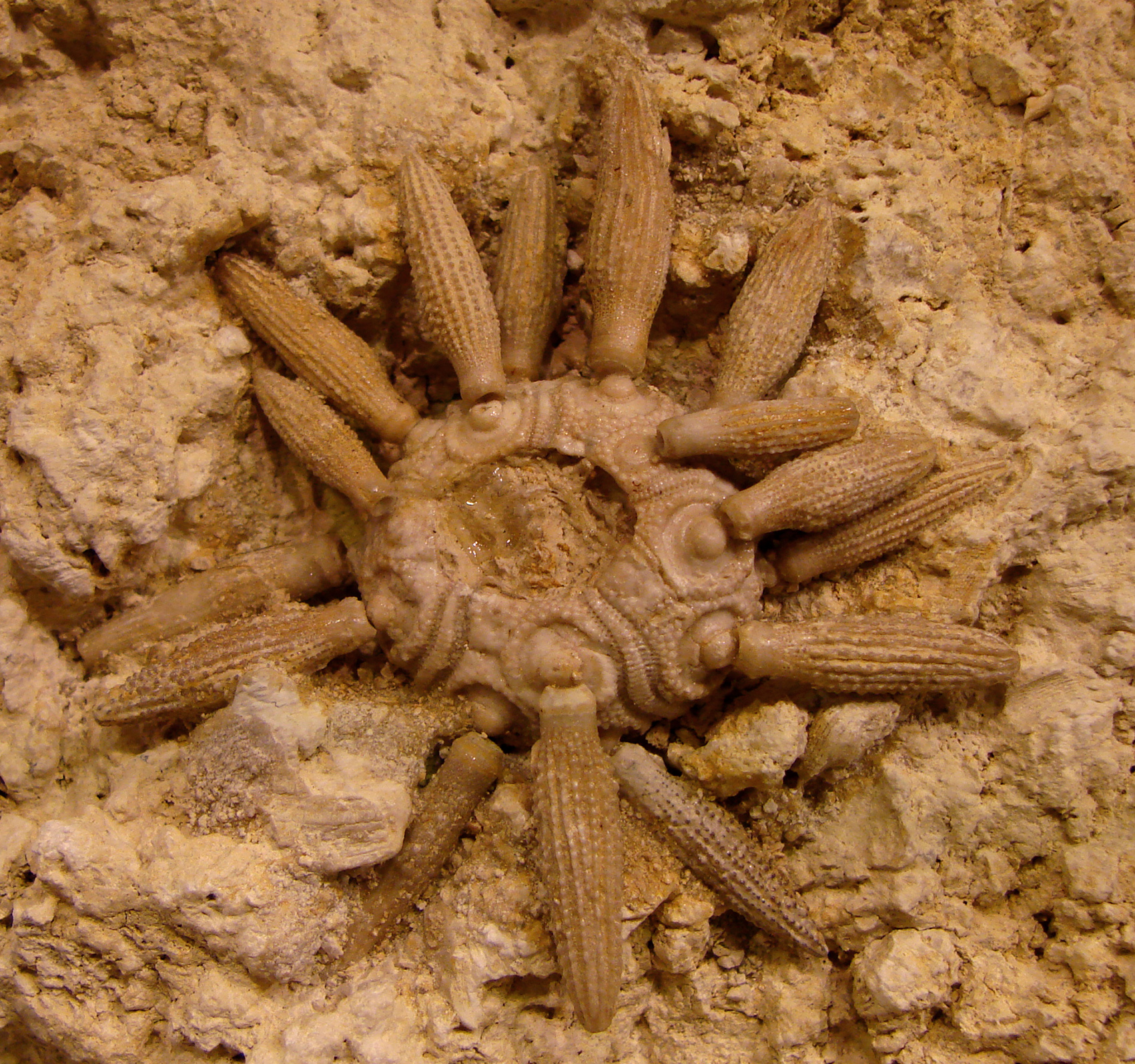
Balanocidaris marginata (fossile du Kimméridgien).